# S/y Panorama
s/y Panorama – polski jacht, będący flagową jednostką Jacht Klubu AZS Wrocław. Został zbudowany z myślą o żegludze po wszystkich akwenach świata w każdych warunkach atmosferycznych. Takielunek zaprojektowany został indywidualnie i różni się od takielunku innych Rigli. Jacht od roku 2013 po burzliwym rozpadzie Jacht Klubu AZS Wrocław nie jest zdolny do samodzielnej żeglugi i roztaklowany. We wrześniu 2016 roku jacht został przeholowany ze Szczecina do Gdańska i obecnie znajduje się na przystani AZS Galion w Górkach Zachodnich, gdzie planowany jest jego remont kapitalny. 

## Historia
Jacht zbudowano we Wrocławskiej Stoczni Remontowej (numer kadłuba 1/86), według planów Kazimierza Michalskiego. Stępkę położono jesienią 1983 roku, a sama budowa trwała 3 lata. Budowa jachtu była kierowana przez komitet składający się z członków Jachtowego Klubu AZS Wrocław na zasadach społecznych. 
Zabudowę wnętrza zaprojektował Tadeusz Zygmunt. Budowa pokładu, takielunku i ożaglowania została nadzorowana i zaprojektowana przez Piotra Kanafę i Alexandra A. Georgiev.  
Wodowanie Panoramy miało miejsce w marinie Golęcin w Szczecinie 12 lipca 1986 roku o godzinie 14°°. Matką chrzestną jachtu jest Pani Maria Trojnacka (żona przewodniczącego Honorowego Komitetu Budowy Jachtu będącego też Dyrektorem Zjednoczenia Żeglugi Śródlądowej). Nazwa jachtu nawiązuje do obrazu Panorama Racławicka, obecnie eksponowanego we Wrocławiu.

### Rejsy
Prócz wielu rejsów bałtyckich, po Morzu Północnym, czy wodach północnej Norwegii jacht uczestniczył w dalszych rejsach:
- 1987-1988 - dwuetapowy klubowy rejs dookoła świata z wymianą załóg w Sydney.
- 1992 udział w Grand Regatta Columbus'92 (trasa: Świnoujście - Lizbona - Kadyks - Teneryfa - San Juan - Nowy Jork - Boston - Liverpool - Kanał Kaledoński - Szkocja - Helgoland - Świnoujście).
- 2004 - wyprawa do Antarktydy i dookoła Ameryki Południowej.
- 2006 - wyprawa Panorama Arctic Direct Expedition - rejs na Ziemię Franciszka Józefa i dookoła Spitsbergenu.
- 2009 - wyprawa do Islandii, Grenlandii, Archangielska, Wysp Sołowieckich, poprzez  Kanał Białomorski powrót na Bałtyk do Szczecinia, 9286 Mm.

## Nagrody
- 2009 - Nagroda Specjalna Polskiego Związku Żeglarskiego za aktywność i pomysłowość w organizowaniu kolejnych przedsięwzięć żeglarskich. Rok 2009 żeglarze wrocławscy zaakcentowali 5-miesięczną, 9 etapową wyprawą s/y „Panorama” na północ. Podczas rejsu jacht dotarł m.in. do Islandii, Grenlandii, Archangielska, Wysp Sołowieckich, poprzez  Kanał Białomorski wrócił na Bałtyk, kończąc wyprawę w Szczecinie po przepłynięciu 9286 Mm.[1]